# Твиржа
Твиржа (укр. Твіржа) — село в Мостисской городской общине Яворовского района Львовской области Украины.
Население по переписи 2001 года составляло 645 человек. Занимает площадь 1,69 км². Почтовый индекс — 81330. Телефонный код — 3234.